# Wanderlust – Der Trip ihres Lebens
Wanderlust – Der Trip ihres Lebens (Originaltitel: Wanderlust) ist eine US-amerikanische Filmkomödie aus dem Jahr 2012, bei der der Regisseur David Wain auch das Drehbuch mit Ken Marino verfasste und ebenfalls als Produzent beteiligt war. In den Hauptrollen sind Paul Rudd und Jennifer Aniston als Ehepaar Gergenblatt zu sehen, das Erfahrungen in einer Kommune sammelt.

## Handlung
Kurz nachdem George und Linda ihre Traumwohnung in Manhattan gefunden haben, verliert er seine Arbeit und sie erhält den fest eingeplanten Auftrag von HBO nicht. Daraufhin müssen sie aus der Wohnung wieder ausziehen und wollen bei seinem Bruder Rick in dessen Firma arbeiten. Auf dem Weg nach Atlanta stranden sie im Hotel Elysium. Beide finden heraus, dass es sich dabei um eine Nudisten-Kommune voller Hippies handelt. Diese Kommune lehnt die moderne Großstadtwelt ab, und deshalb braucht man hier auch kein Geld oder Kleidung. George und Linda übernachten in der Kommune und fahren am nächsten Tag weiter zu Georges Bruder, um ihre Arbeit anzutreten. Als sie schließlich angekommen sind, bemerken sie bald, wie arrogant Rick sie behandelt. George entschließt sich, mit Linda wieder nach Elysium zurückzufahren, weil das Leben dort einfacher erscheint.
In der Zwischenzeit soll das Hotel geräumt und zum Abriss vorbereitet werden, da auf dem Grundstück ein Casino entstehen soll. Linda bringt die Bauherren von ihrem Vorhaben ab und wird dafür von der Kommune vergöttert. Seth und Eva wollen Linda und George verführen, werden aber zunächst abgewiesen. Linda hat aber dann doch Sex mit Seth und will in der Kommune bleiben, woraufhin George alleine zu seinem Bruder zieht. Seth versucht unterdessen, mit Linda Elysium zu verlassen, was sie aber ablehnt. George stellt fest, dass er ohne Linda nicht mehr leben kann, und beschließt, sie zu überzeugen, mit ihm zusammenzuziehen, was ihm auch gelingt.
Nach den Erfahrungen in der Kommune gründen George und Linda einen Verlag und bringen den Roman des Nudisten Wayne auf den Markt, der sich sehr erfolgreich verkauft und später auch mit Ray Liotta verfilmt wird.

## Produktion
Die 35 Mio. US-Dollar teure Filmkomödie wurde von den Filmproduktionsgesellschaften A Hot Dog Productions, Apatow Productions und Relativity Media hergestellt. Den Filmvertrieb übernahm Universal Pictures. David Wain gab am 21. Mai 2010 die Vorproduktion zum Film bekannt.

### Casting

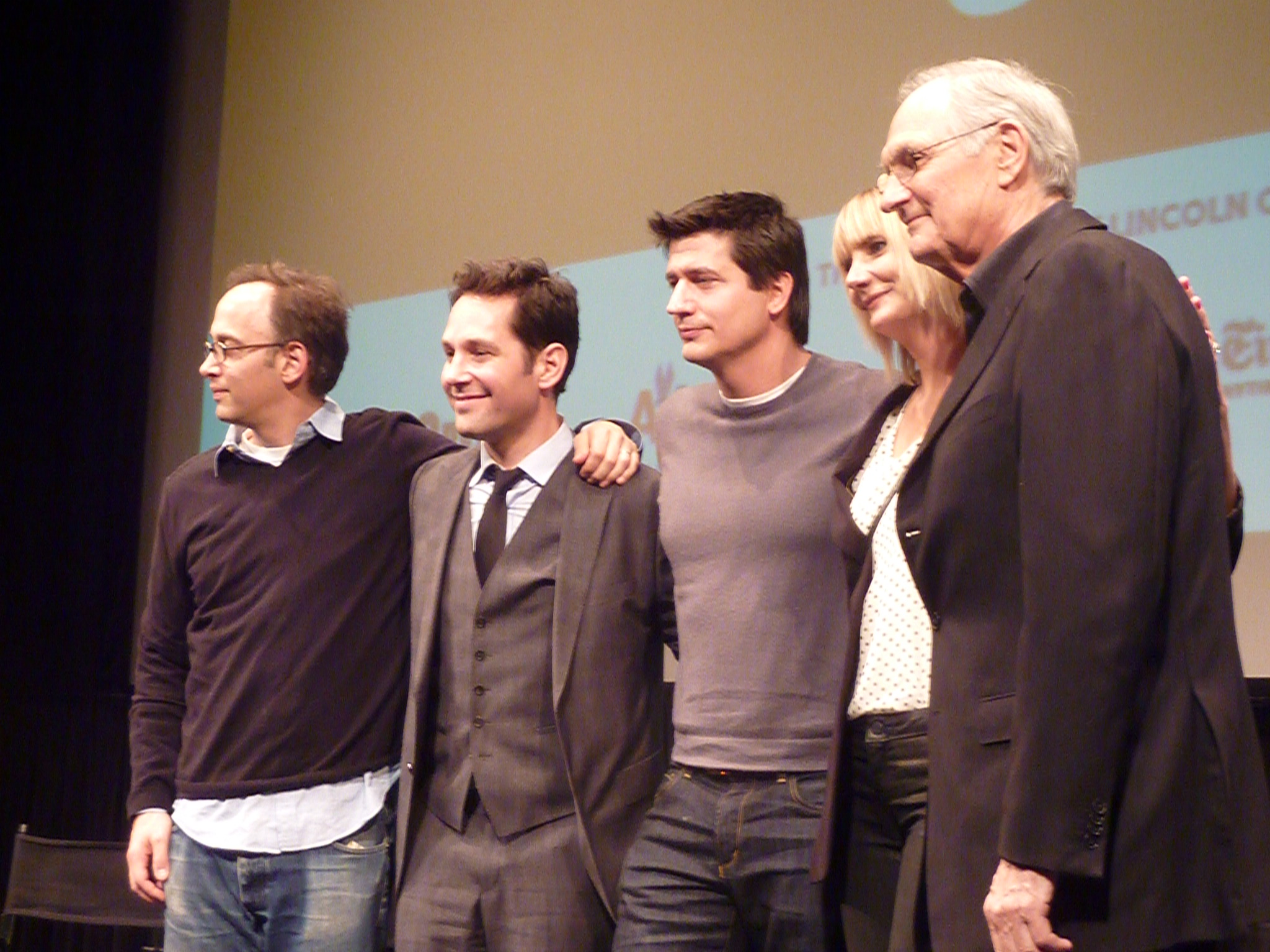
Wanderlust-Vorführung in der Film Society of Lincoln Center (2012)

Am 21. Mai 2010 gab David Wain bekannt, dass Paul Rudd und Jennifer Aniston die Hauptrollen spielen werden. Rudd und Aniston standen zuletzt sieben Jahre vorher, in der Sitcom Friends gemeinsam vor der Kamera. Am 4. Juni 2010 wurde bekannt, dass Justin Theroux eine Rolle im Film erhalten würde. Fred Armisen war für die Rolle des Nudisten Wayne Dunbar eingeplant, wurde aber durch Joe Lo Truglio ersetzt, da seine Terminplanung ein Engagement nicht zuließ.
Malin Åkerman und Lauren Ambrose erhielten am 15. September ihren Rollen zugeteilt. Dabei wurde bekannt, dass Ambrose eine Rolle als Nudistin in Georgia erhielt. Am 5. Oktober 2010 wurde bekannt, dass Alan Alda als Oberhaupt der Nudisten in der Komödie zu sehen sein wird. Rudd, Aniston und Alda arbeiteten bereits 1998 zusammen in der Komödie Liebe in jeder Beziehung. Michaela Watkins spielte die Schwägerin des Charakters von Paul Rudd, dies wurde am 18. Oktober bekannt gegeben. David Wain gab in seinem Blog bekannt, dass Jordan Peele (am 12. September) sowie Ken Marino und Kerri Kenney-Silver (am 19. September) eine Rolle in Wanderlust erhalten hätten.
Zudem wurde am 10. Oktober 2010 bekannt, dass Ray Liotta ebenfalls in dem Film zu sehen sein wird.

### Drehorte
David Wain schaute sich die Filmlocations selbst an und reiste daher nach Georgia, wo der Hauptteil des Films gedreht wurde.  Dabei dienten die Städte Lawrenceville, The Gwinnet Diner (das schon im Film Road Trip als Kulisse genutzt wurde), Atlanta, Habersham County und Monroe als Schauplätze. Weitere Aufnahmen entstanden in New York City, dabei wurden Szenen im Bryant Park und im New Yorker Stadtteil Manhattan gedreht.

### Technische Details
Als Kamera wurde eine Panavision Panaflex Platinum verwendet, wobei der Film mit einem Seitenverhältnis 1,85:1 auf 35 mm aufgenommen wurde. Die Firma Company 3 war für die digitale Zwischenstufe bei der Postproduktion (kurz Digital Intermediate) verantwortlich.

### Einspielergebnis
Der Film spielte am Eröffnungswochenende in den 2002 US-amerikanischen Kinos über 6,5 Mio. US-Dollar ein.
Eine Woche später sank der Ertrag auf 50 Prozent. Innerhalb von sechs Wochen wurden in den US-amerikanischen Kinos über 17 Mio. Dollar und über 4 Mio. Dollar in den anderen Ländern eingespielt. Insgesamt beläuft sich das Einspielergebnis auf 21,5 Mio. US-Dollar.

## Veröffentlichung
Der Film startete in Kanada, Israel und den Vereinigten Staaten am 24. Februar 2012. In Großbritannien lief der Film am 2. März 2012 in den Kinos an. In Deutschland erschien Wanderlust am 21. Juni 2012 in den Kinos. In Schweden erschien der Film am 25. Juli 2012, in Ungarn am 2. August und in Argentinien am 22. August als Direct-to-DVD-Produktion.
In den USA erschien Wanderlust auf Blu-ray und DVD am 19. Juni 2012 im Handel. Im deutschsprachigen Raum erfolgte die Veröffentlichung am 25. Oktober 2012.

## Verbot an stillen Feiertagen
Die FSK hat dem Film keine Freigabe zur Aufführung an stillen Feiertagen erteilt. D.h. an diesen Feiertagen ist die öffentliche Aufführung im Kino unter Strafandrohung verboten.

## Synchronisation
Die deutsche Synchronisation wurde von Interopa Film aus Berlin unter der Dialogregie von Nana Spier durchgeführt, wofür Tobias Neumann das Dialogbuch verfasste.
| Darsteller         | Synchronstimme           | Rolle             |
| ------------------ | ------------------------ | ----------------- |
| Paul Rudd          | Norman Matt              | George            |
| Jennifer Aniston   | Ulrike Stürzbecher       | Linda             |
| Malin Akerman      | Ursula Hugo              | Eva               |
| Alan Alda          | Bodo Wolf                | Carvin            |
| Justin Theroux     | Tobias Kluckert          | Seth              |
| Kathryn Hahn       | Katrin Zimmermann        | Karen             |
| Lauren Ambrose     | Luise Helm               | Almond            |
| Martin Thompson    | Matthias Klages          | Dale              |
| David Wain         | Gerald Schaale           | David Wain        |
| Jessica St. Clair  | Antje von der Ahe        | Deena Schuster    |
| Ian Patrick        | Liam Ahrens              | Grisham           |
| Mather Zickel      | Hans Hohlbein            | Jim Stansel       |
| Kerri Kenney       | Traudel Haas             | Kathy             |
| Peter Salett       | Christoph Banken         | Manfreddie        |
| Zandy Hartig       | Debora Weigert           | Marcy             |
| Keegan Michael Key | Nico Mamone              | Marcys Assistent  |
| Michaela Watkins   | Elisabeth Günther        | Marissa           |
| Michael Ian Black  | Klaus-Peter Grap         | Michael Ian Black |
| Michael Showalter  | Dirk Bublies             | Michael Showalter |
| Ken Marino         | Torsten Michaelis        | Rick              |
| Jordan Peele       | Michael Iwannek          | Rodney            |
| Linda Lavin        | Kerstin Sanders-Dornseif | Shari             |
| Todd Barry         | Michael Pan              | Sherm             |
| John D’Leo         | Hans-Christian Straka    | Tanner            |
| Joe Lo Truglio     | Olaf Reichmann           | Wayne             |

## Kritik
„‚Wanderlust‘ ist eine angenehm abgeklärte komödiantische Suche nach der eigenen Mitte, die nie zynisch oder gehässig, sondern vielmehr wunderbar entspannt und trotzdem oft extrem komisch daherkommt.“

„Herrlich verschmitzt und ehrlich kommentiert das Geschehen die menschliche Natur, zeigt charmant den Egoismus hinter dem Pfad der Tugend und wie rasch man für eine Handvoll Dollar seinen Traum verrät. Dieser – immer wieder sehr freizügige – Feel-Good-Trip bewahrt sich letztlich eine konservative Moral, zu der er sich aber sehr sympathisch bekennt.“